# Alois Kothgasser
Alois Kothgasser, né le 29 mai 1937 à Lichtenegg (Styrie) et mort le 22 février 2024 à Salzbourg, est un évêque autrichien, archevêque de Salzbourg et Primat de Germanie (de).

## Biographie
Après sa matura dans un gymnasium tenu par les Salésiens à Ebreichsdorf, Alois Kothgasser s'engage dans l'ordre en 1955. Après trois années en tant qu'éducateur à Ebreichsdorf et à Klagenfurt, il étudie la théologie à Turin dans l'athénée des Salésiens, siège de la faculté de théologie de l'ordre entre 1940 et 1965.
Le 9 février 1964, Alois Kothgasser est ordonné prêtre à Turin. Il obtient un doctorat à l'université pontificale salésienne à Rome avec une thèse sur le concile Vatican II. De 1968 à 1980, il est professeur de théologie à Rome. D'abord professeur invité de théologie dogmatique à l'abbaye de Benediktbeuern, il devient titulaire de 1982 à 1997. Il en est aussi le recteur de 1982 à 1988 et de 1994 à 1997.
Le 10 octobre 1997, il est nommé évêque d'Innsbruck pour succéder à Reinhold Stecher, il reçoit la consécration le 23 novembre. Le 23 novembre 2002, il devient le nouvel archevêque de Salzbourg, succédant à Georg Eder (de) et porte le titre honorifique de Primas Germaniae (de) comme le portent tous les archevêques de Salzbourg depuis 1648. Il est intronisé le 19 janvier 2003.
En janvier 2002, il intègre également la « mafia de Saint-Gall ».
Le Grand-Maître de l'ordre du Saint-Sépulcre, John Patrick Foley, le nomme grand prieur de l'ordre en Autriche.
Le 18 avril 2012, Alois Kothgasser annonce qu'il démissionne en raison de son âge, et qu'il ne demande pas la prolongation de son épiscopat. Sa démission est acceptée par le pape François le 4 novembre 2013.
Alois Kothgasser meurt le 22 février 2024 à Salzbourg à l'âge de 86 ans.